# 파트미르 세이디우

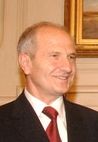
파트미르 세이디우

파트미르 세이디우 (Fatmir Sejdiu, 1951년 10월 23일 ~ )는 코소보의 두 번째 대통령이며 코소보 민주동맹 (Lidhja Demokratike e Kosovës)의 총재였다. 2010년 9월 27일 대통령직과 총재직을 겸하고 있는 것이 헌법에 위반된다는 헌법 재판소의 결정에 따라 대통령직을 사임하였다.

## 기타 경력
- 천주평화연합 평화대사 (2008년 5월 31일)[2]

## 참고
1. ↑  정진탄 (2010년 9월 27일). “코소보 대통령 사임…헌소 “당수 겸직은 위헌” 판결”. 뉴시스. 2016년 3월 6일에 원본 문서에서 보존된 문서. 2010년 9월 28일에 확인함.
2. ↑  편집국 (2008년 6월 24일). “‘발칸 화약고’ 코소보에 평화의 바람 분다”. 아시아투데이. 2010년 4월 21일에 확인함.